# Estación de Águilas-El Labradorcico
Águilas-El Labradorcico es un apeadero ferroviario, situado en la ciudad española de Águilas, en la Región de Murcia. Fue inaugurado el 22 de marzo de 1984 y forma parte de la línea C-2 de Cercanías Murcia/Alicante.

## Situación ferroviaria
Se encuentra en la línea férrea de ancho ibérico Murcia-Águilas a 10 metros de altitud. Su punto kilométrico es el 29,4 en la medida en que se reinicia nuevamente el kilometraje de la línea en Almendricos ya que en este punto se bifurcaba el trazado hacia Baza siguiendo el ferrocarril del Almanzora (cerrado en 1985) y Águilas.

## Servicios ferroviarios

### Cercanías
Pertenece a la línea C-2 de Cercanías Murcia/Alicante. La frecuencia media de paso es un tren cada 60 minutos. Tres de los 16 trenes que pasan por esta estación procedentes de Murcia continúan hasta el final de la línea en Águilas, excepto en periodo estival donde Renfe Operadora aumenta el número de trenes. Desde el 28 de septiembre de 2012, y debido a los daños causados por unas inundaciones, el tramo Lorca-Águilas estuvo cerrado al tráfico ferroviario y son autobuses los que cubrían la ruta. La reapertura del servicio fue en mayo de 2013.